# Gilmour Island
Gilmour Island är en ö i Kanada.   Den ligger i territoriet Nunavut, i den östra delen av landet, 1 600 km norr om huvudstaden Ottawa. Arean är 93 kvadratkilometer.
Terrängen på Gilmour Island är lite kuperad. Öns högsta punkt är 334 meter över havet. Den sträcker sig 13,6 kilometer i nord-sydlig riktning, och 13,6 kilometer i öst-västlig riktning.